# Dhodeni
Dhodeni (en népalais : धोदेनी) est un comité de développement villageois du Népal situé dans le district de Lamjung. Au recensement de 2011, il comptait 2 625 habitants.